# 楊一展
楊一展，本名楊家丞（1980年9月11日—）是台灣男演員、男模特兒。

## 家庭背景
出生於新北市，客家人，加州大學爾灣分校資訊學系（UC Irvine）肄業。
- 父：楊永賢，東吳大學中國語文學系畢業；成長於屏東縣，民營企業總經理，後來辭職全心鑽研姓名學。
- 母：曾擔任幼兒園老師，後擔任美容師，目前於保險公司擔任業務員。
- 姊：1979年出生，已逝世。

## 電視劇
| 年份 | 頻道                           | 劇名                | 角色         | 性質       |
| 2003 | 華視                           | 麻辣鮮師(第三代)    | 楊展         | 主演       |
| 2003 | 中視                           | 原味的夏天          | 衝浪男       | 客串       |
| 2004 | 中視                           | 天下無雙            | 家丞         | 客串       |
| 2005 | 中視                           | 死了都要愛          | 班森         |            |
| 2005 | 民視、東森綜合台               | 偷天換日            | 段允皓       |            |
| 2006 | 華視                           | 我們結婚吧          | 高手         | 第二男主角 |
| 2006 | 衛視中文台                     | 天使情人            | 展哥         | 客串       |
| 2007 | 華視                           | 天使之翼            | 趙雲翔       | 第二男主角 |
| 2007 | 華視、八大綜合台               | 美味關係            | 員工         | 客串       |
| 2007 | 華視、八大綜合台               | 至尊玻璃鞋          | 秘書         | 客串       |
| 2007 | 民視                           | 面具                | 梁宇庭       |            |
| 2008 | 中視                           | 光陰的故事          | 陶復邦       | 第一男主角 |
| 2009 | 大愛電視台                     | 幸福的起點          | 黃國倫       | 單元男主角 |
| 2009 | 台視、三立都會台               | 那一年的幸福時光    | 林英傑       | 第二男主角 |
| 2009 | 中視                           | 青梅竹馬            | 張凱竹       | 第一男主角 |
| 2011 | 台視                           | 我的完美男人        | 言鐵男       | 第一男主角 |
| 2012 | 台視、三立都會台               | 向前走向愛走        | 邵任偉       | 第一男主角 |
| 2012 | 八大綜合台                     | 你是春風我是雨      | 謝里達       | 第一男主角 |
| 2013 | 三立都會台、東森綜合台         | 兩個爸爸            | 唐翔希(爹地) | 第一男主角 |
| 2014 | 台視、壹電視綜合台、年代MUCH台 | 神仙·老師·狗        | 孟小虎       | 第一男主角 |
| 2014 | 公視、TVBS                     | 16個夏天            | 方韋德       | 第一男主角 |
| 2015 | 公視                           | 一把青              | 江偉成       | 第二男主角 |
| 2017 | 台視、三立都會台               | 我的愛情不平凡      | 古樂均       | 第一男主角 |
| 2017 | 台視、三立都會台               | 極品絕配            | 古樂均       | 客串       |
| 2019 | 新傳媒8頻道                    | 警徽天职5之海岸衛隊 | 陆家明       | 主演       |
| 2020 | HBO Asia                       | 獵夢特工            | 李驍         | 第二男主角 |
| 2025 | 公視                           | 化外之醫            | 劉天誠       | 第二男主角 |
| 2025 | 大愛電視台                     | 以身相許            | 曾國藩       | 第一男主角 |

## 電影
| 年份 | 片名               | 角色         | 性質 |
| 2020 | 孤味               | 陳伯昌(青年) | 客串 |
| 2021 | 轉彎之後           | 王振良       | 客串 |
| 2023 | 民雄鬼屋           |              | 監製 |
| 2024 | Mr. Monster Reborn |              | 監製 |

## MV演出
- 1999年 梁詠琪 《遠在天邊》（收錄於《Today》）
- 2005年 陳慧琳 《兩個世界》（收錄於《我是陽光的》)
- 2009年 戴佩妮 《原諒我就是這樣的女生》（收錄於《原諒我就是這樣的女生》）

## 主持節目
- 2006年 八大電視台《大腳走天下》
- 2024年 八大電視台《世界第一等》

#### 綜藝節目
- 2024年 台視主頻 ,八大綜合台,Netflix《嗨！營業中第四季》小幫手

## 出版書籍
- 2009年《歡迎關賞楊一展》，作者：台灣角川編輯部，出版社：台灣角川股份有限公司，ISBN　9789862371763。

## 獎項紀錄

### 金鐘獎
| 年份   | 頒獎典禮     | 獎項                      | 作品         | 角色   | 備註                     | 結果              |
| ------ | ------------ | ------------------------- | ------------ | ------ | ------------------------ | ----------------- |
| 2013年 | 第48屆金鐘獎 | 行銷廣告獎 （戲劇節目類） | 《兩個爸爸》 | 唐翔希 | 與賴雅妍為此獎之頒獎嘉賓 | 提名              |
| 2015年 | 第50屆金鐘獎 | 戲劇節目男主角獎          | 《16個夏天》 | 方韋德 |                          | 提名 （最後五強） |

### 華劇大賞
| 年份         | 頒獎典禮                   | 獎項         | 作品                   | 角色 | 備註              | 結果 |
| ------------ | -------------------------- | ------------ | ---------------------- | ---- | ----------------- | ---- |
| 2013年       |                            |              |                        |      |                   |      |
| 2013華劇大賞 | 最佳接吻獎                 | 《兩個爸爸》 | 與賴雅妍一同提名       |      | 提名 （最後六強） |      |
| 2013華劇大賞 | 最佳催淚獎                 | 《兩個爸爸》 | 與林佑威、樂樂一同獲獎 |      | 獲獎              |      |
| 2013華劇大賞 | 觀眾票選最受歡迎戲劇節目獎 | 《兩個爸爸》 | 群體獎項               |      | 提名 （最後六強） |      |

## 外部連結
- 楊一展的新浪微博
- 楊一展的Facebook專頁
- 楊一展在豆瓣上的资料（简体中文）
- 楊一展在时光网上的簡介（简体中文）